# Fijis riksvapen
I Fijis riksvapen syns, förutom det brittiska lejonet, ett georgskors, två fijianska krigare, sockerrör, kokosnötter, en fredsduva och en bananklase.